# 東洋テック
東洋テック株式会社（とうようテック、Toyo Tec Co., Ltd.）は、大阪府大阪市浪速区に本社を置く会社である。その歴史は古く関西で最初に設立された警備会社である。主に機械警備、現金輸送、常駐警備、銀行やノンバンクのATM対応や現金装填、無人駐車場（コインパーク）の対応、コールセンター業務（電話代行）、監視カメラなどのセキュリティー機器の販売などを行っている。セコムのグループ企業。りそな銀行（旧大和銀行）が同社の設立母体であることから、大輪会にも参加している。

## 沿革
- 1966年（昭和41年）1月 - 東洋警備保障株式会社設立。
- 1988年（昭和63年）4月 - 東洋テック株式会社を吸収合併し、現社名に変更。
- 1990年（平成2年）2月 - 大阪証券取引所2部に上場。
- 2013年（平成25年）7月 - 大阪証券取引所と東京証券取引所の現物株市場統合に伴い、東京証券取引所2部に上場。

## 東洋テックグループ各社
- 東警サービス
- 東洋テックビルサービス
- 東洋テック姫路
- 大阪フジサービス
- テック不動産

## その他
主に関西地方が経営の基盤となっているが、朝日放送ラジオでのCMのほか、朝日放送系列のCS放送チャンネル「スカイ・A」でもCMが放送されているため、関西地方以外での知名度も比較的高い。

## 不祥事
同社の幹部社員ら2人が、同社が多額の発注をしたかのように装い、現金約8億6,400万円を騙し取ったとして、2019年2月に大阪府警察に詐欺容疑で逮捕された。